# Charles Louis Pollard
Charles Louis Pollard, född 1872, död 1945 var en amerikansk botaniker.

## Verksamhet
- 1894 – 1895 biträdande curator vid botaniska sektionen inom United States Department of Agriculture (USDA)
- 1895 – 1903 vid växtavdelningen inom National Museum,a) Washington D.C.